# Aphelandra rigida
Aphelandra rigida es una especie de planta con flor, subarbusto, en la familia Acanthaceae, nativa de la mata Atlántica de Brasil. 

## Taxonomía
Aphelandra rigida fue descrita por Glaz. & Mildbr. y publicado en Notizblatt des Botanischen Gartens und Museums zu Berlin-Dahlem 11: 65. 1930.